# Хван Ин Ёп
Хван Ин Ёп (кор. 황인엽; род. 19 января 1991, Ыйджонбу, Кёнгидо) — южнокорейский актёр и модель. Обрел популярность благодаря роли Хан Со Джуна в дораме «Истинная красота» (2020).

## Ранние годы
Хван Ин Ёп родился 19 января 1991 года в Ыйджонбу, провинция Кёнгидо. Старший из двух сыновей. Учился в Международной школе Nikkei Jin Kai в Давао, Филиппины. В 2012 году получил степень бакалавра в Филиппинском женском университете в Давао по специальности дизайн одежды. Его английское имя — Райан Леон. Сообщается, что Хван уже прошёл обязательную военную службу. Исповедует протестантство.

## Карьера
Свою карьеру начал в качестве модели в агентстве YG KPlus. Затем перешёл в дочернюю компанию SM Entertainment — KeyEast. Актёрский дебют состоялся в 2018 году в веб-дораме «Почему». В 2019 году Хван Ин Ёп также появился в веб-дораме «Первокурсник» и дебютировал на телевидении в телесериале «Сказка о Нок Ду», где исполнил второстепенную роль.
В 2020 году сыграл второстепенную роль в дораме «Снова 18». Позже, получил свою первую главную роль в телесериале «Истинная красота» вместе с Мун Га Ён и Чха Ын У. Благодаря роли «плохого парня», Хан Со Джуна, он привлёк внимание международных зрителей.
В 2022 году на Netflix вышла дорама «Звуки волшебства» с ним, Чжи Чан Уком и Чхве Сон Ын в главных ролях. Избавился от своей постоянной роли «третьего лишнего» в сериале «Почему она?», который вышел в эфир в июне 2022 года. Участие в проекте приняли так же Пэ Ин Хёк и Со Хён Джин.

## Фильмография
| Год       |    | Русское название | Оригинальное название               | Роль        |
| --------- | -- | ---------------- | ----------------------------------- | ----------- |
| 2018      | вс | Почему           | WHY: 당신이 연인에게 차인 진짜 이유 | Ги Джэ Ён   |
| 2019      | вс | Первокурсник     | 프레쉬맨                            | Со Кё Вон   |
| 2019      | с  | Сказка о Нок Ду  | 조선로코 녹두전                     | Пак Дан Хо  |
| 2020      | с  | Снова 18         | 18 어게인                           | Гу Ча Сон   |
| 2020—2021 | с  | Истинная красота | 여신강림                            | Хан Со Джун |
| 2022      | с  | Почему О Су Джэ  | 왜 오수재인가                       | Гон Чхан    |
| 2024      | с  | Семья по выбору  | 조립식 가족                         | Ким Сан-ха  |

## Дискография
| Название          | Год  | Высшая позиция в чартах | Продажи | Альбом                 |
| Название          | Год  | KOR Gaon                | Продажи | Альбом                 |
| ----------------- | ---- | ----------------------- | ------- | ---------------------- |
| «It Starts Today» | 2021 | —                       |         | True Beauty OST        |
| «I Mean It»       | 2022 | —                       |         | The Sound of Magic OST |

## Примечание
1. ↑  여신강림 극중배우 황인엽(한서준) 필리핀대학 졸업 (кор.). 뉴스코리아 월드 (12 января 2021). Дата обращения: 19 января 2021. Архивировано 2 февраля 2021 года.
2. 1 2  Хван Ин-ёп: фото, биография, фильмография, новости - Вокруг ТВ. Вокруг ТВ. Дата обращения: 20 марта 2025.
3. ↑  Настя Баскакова. Sexy Oppa: актер Хван Ин Ёп (рус.). Thegirl.ru (19 января 2025). Дата обращения: 20 марта 2025.
4. ↑  [브레이크뉴스] 신예 황인엽, ‘조선로코-녹두전’ 캐스팅 확정..본격적인 배우 행보 시작. 브레이크뉴스 (27 сентября 2019). Дата обращения: 20 января 2021. Архивировано 28 января 2021 года.
5. ↑  Gaon Chart (кор.). Gaon Chart. Дата обращения: 17 февраля 2021. Архивировано 5 мая 2016 года.